# Disbasia
Viene definito disbasia un qualsiasi disturbo dell'andatura, che può riconoscersi in varie tipologie a seconda della causa da cui è originato o della sua localizzazione.

## Tipi di disbasia
- Disbasia osteoarticolare: si osserva in situazioni dolorose del bacino o dell'arto inferiore (post-trauma, malattia reumatica, infezione o dolore alle articolazioni).
- Disbasia angiosclerotica: sinonimo di claudicatio intermittens.
- Disbasia lordotica progressiva: si osserva in alcune malattie degenerative muscolari.
- Disbasia nervosa: si osserva nella paralisi pseudobulbare, o un'andatura saltellante digitigrada come nella paralisi spastica.
- Disbasia psichica: si riscontra nei casi di schizofrenia.